# Jesse Krohn
Jesse Kurki-Suonio (ur. 3 września 1990 roku w Nurmijärvi) – fiński kierowca wyścigowy.

## Kariera
Krohn rozpoczął karierę w międzynarodowych wyścigach samochodowych w 1998 roku od startów w edycji zimowej Brytyjskiej Formuły Ford, Legends Trophy Finland, Fińskiej Formule Ford, Formule Ford NEZ oraz w Szwedzkiej Formule Ford. W edycji brytyjskiej dwukrotnie stawał na podium. Uzbierane 92 punktów pozwoliło mu zdobyć tytuł wicemistrza serii. W edycji fińskiej był ósmy, a szwedzkiej - dziewiętnasty. W tym samym roku w klasie Duratec Festiwalu Formuły Ford uplasował się na dziesiątej pozycji. W późniejszych latach Fin pojawiał się także w stawce Fińskiej Formuły 3, Brytyjskiej Formuły Ford, Estońskiej Formuły Renault, Włoskiej Formuły Renault, Północnoeuropejskiego Pucharu Formuły Renault 2.0, Brytyjskiej Formuły Renault, Fińskiej Formuły Renault 2.0, Formuły Renault 2.0 NEZ, Ahvenisto Endurance Saloon 6h, Szwedzkiej Formuły Renault 2.0, Niemieckiej Formuły 3, European F3 Open, Włoskiej Formuły 3, FIA GT3 European Championship, Camaro Cup Sweden, Camaro Cup Finland oraz Porsche GT3 Cup Finland.